# Cyanopepla luxurians
Cyanopepla luxurians là một loài bướm đêm thuộc phân họ Arctiinae, họ Erebidae.